# 米爾福德峽灣機場
米爾福德峽灣機場（英語：Milford Sound Airport）位於紐西蘭南島南地的菲奥德兰。该机场的日常服务主要面向世界各地的游客及航空公司。

## 历史
1938年的11月17日，由Arthur Bradshaw驾驶的 DH.80A在米爾福德峽灣首次着陆。然而由于第二次世界大战的缘故，进一步探索该区域的计划被搁置了。1951年8月22日，前战斗机驾驶员，代号‘Popeye’的 Lucas乘坐他自己的飞机进行旅行并再次探索了该区域。这次难忘的旅行促使 Lucas本人产生了利用飞机在优美的米爾福德峽灣开设空中观景的想法。于是，首个面向游客在该区域进行空中观景的服务在1952年5月诞生了。
随着时间的推移，在该区域进行空中观景的飞机配备与飞行里程都得到了不断地改进。在该区域的航空管制出台之前，冬季进入米爾福德峽灣几乎是不可能的，但随着空中观景的不断完善，航空企业的不断介入，据记录在1964年游客在每月的休假高峰期来米爾福德峽灣体验“无以伦比的空中观景之旅”的数量已经超过了400。

## 服务
在天气状况允许的情况下，该机场服务于大量往来自皇后镇, Wanaka 与 Te Anau的轻型飞机，供海内外游客观景之用。此外，也有相应的直升机服务。

## 機場航點

### 通常航班
| 航空公司         | 目的地                  |
| ---------------- | ----------------------- |
| 菲歐爾蘭航空     | 皇后鎮、Wanaka、Te Anau |
| 巍峨航空         | Wanaka                  |
| 格林诺奇航空     | 皇后鎮                  |
| 米爾福德峽灣鳥瞰 | 皇后鎮                  |

備註:Air Fiordland(菲歐爾蘭航空)已附近的地理區域命名、Aspiring Air(巍峨航空)航線行經南島高峰處、Glenorchy Air格伦诺奇航空公司以皇后鎮附近的小城鎮命名、Milford Sound Flightseeing(米爾福德峽灣鳥瞰)可以搭乘飛機欣賞附近風景。

### 直昇機航班
| 航空公司           | 目的地         |
| ------------------ | -------------- |
| 米羅福德峽灣直昇機 | 以本機場為起點 |

## 外部連結
- 米爾福德峽灣機場官方網站
- 格倫諾基航空公司官方網站
- 米爾福德峽灣鳥瞰航空公司官方網站